# Дунавска туристичка комисија
Дунавска туристичка комисија је туристичка организација основана 1970. године. Земље чланице ове организације су: Немачка, Аустрија, Словачка, Мађарска, Хрватска, Србија и Румунија, а представљене су преко својих националних туристичких организација, док је Молдавија учествовала у раду од 2007. као посматрач. Дунавска туристичка комисија званично је организована као удружење. Државе чланице представљају националне туристичке организације. Комисија се финансира од чланарина.

## Област деловања
Комисија настоји да сарађује с важним телима ЕУ, регионалним и националним подунавским организацијама. Као део ових активности успостављени су међусобни односи између 2004. године са Радном заједницом дунавских региона, Институтом за Дунав и средњу Европу и Међународном комисијом за заштиту реке Дунав. Дунавска туристичка комисија члан је УНЕСКО-ве радне групе у Бечу. Дунавска туристичка комисија делује као маркетиншка и информациона платформа која подржава туризам кроз циљане маркетиншке активности. Danube Travel Mart главни је део активности Дунавске туристичке комисије од 1982. године.
Дунавска туристичка комисија помаже у припреми публикација, филмских и телевизијских продукција, а издаје и низ приручних годишњих водича за крстарења, излетничке бродове, јахте, културне догађаје на Дунаву, као и информације о Дунаву.